# Ca kịch cách mạng
Ca kịch cách mạng (tiếng Anh: revolutionary opera; tiếng Trung: 样板戏; bính âm: yàngbǎnxì; Hán-Việt: dạng bản hí) hay ca kịch kiểu mẫu (model opera) là một loạt các chương trình biểu diễn được diễn ra trong suốt thời kỳ Cách mạng Văn hóa (1966–1976) ở Trung Quốc, vốn do phu nhân Chủ tịch Mao Trạch Đông là bà Giang Thanh lên kế hoạch và thiết kế.

## Danh mục sách tham khảo